# グラナダ王国

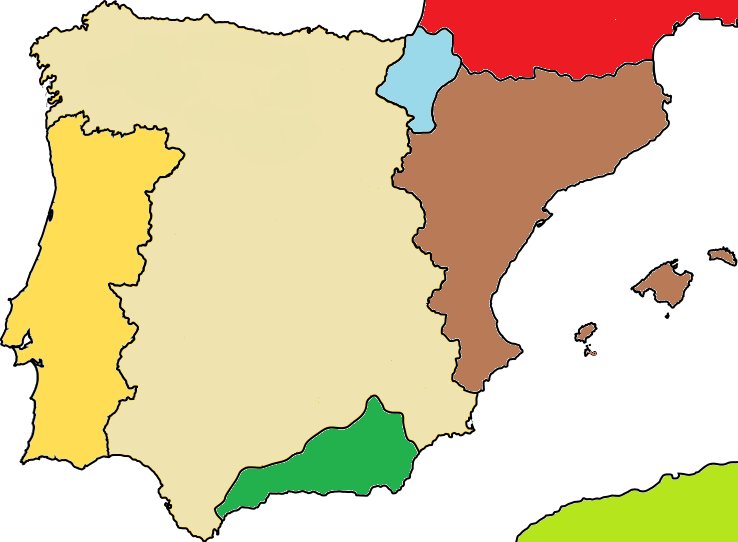
1400年のイベリア半島。緑がグラナダ王国の版図

グラナダ王国は、グラナダを首都とした王国。ナスル朝グラナダ王国を指すことが多い。後ウマイヤ朝が衰えた11世紀始めにズィール朝の一族（グラナダのズィーリー朝）がこの地を征服し、1013年にタイファ諸国の1つであるグラナダ王国として独立した。しかし、11世紀にムラービト朝に、12世紀にムワッヒド朝に征服された。1232年、ムハンマド1世がナスル朝グラナダ王国を建国した。ナスル朝グラナダ王国は、イベリア半島における最後のイスラム王朝として約250年間存続し繁栄した。カスティーリャ王国とアラゴン王国の連合王国によって1492年1月2日にグラナダ王国は滅亡した。これによって、イベリア半島におけるイスラム政権は終焉をむかえた。

## 王朝一覧
- ズィーリー朝　(1013年-1091年)
- ムラービト朝　(1090年-1145年)　占領
- ムワッヒド朝　(1145年-1212年)　占領
- ナスル朝　(1232年-1492年)